# Planina nad Horjulom
Planina nad Horjulom is een plaats in Slovenië en maakt deel uit van de gemeente Dobrova-Polhov Gradec in de NUTS-3-regio Osrednjeslovenska. De plaats telde 121 inwoners op 1 januari 2020.

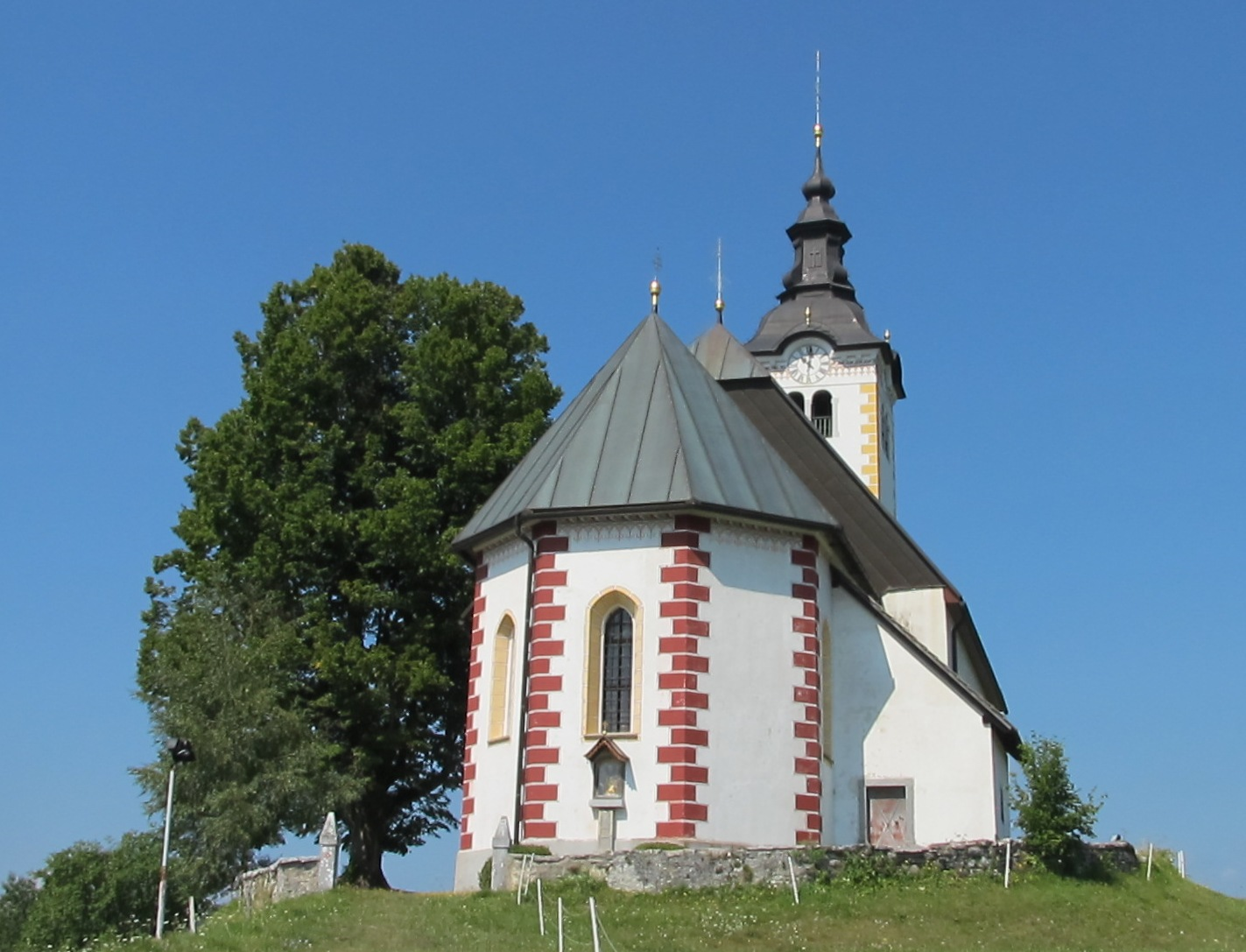
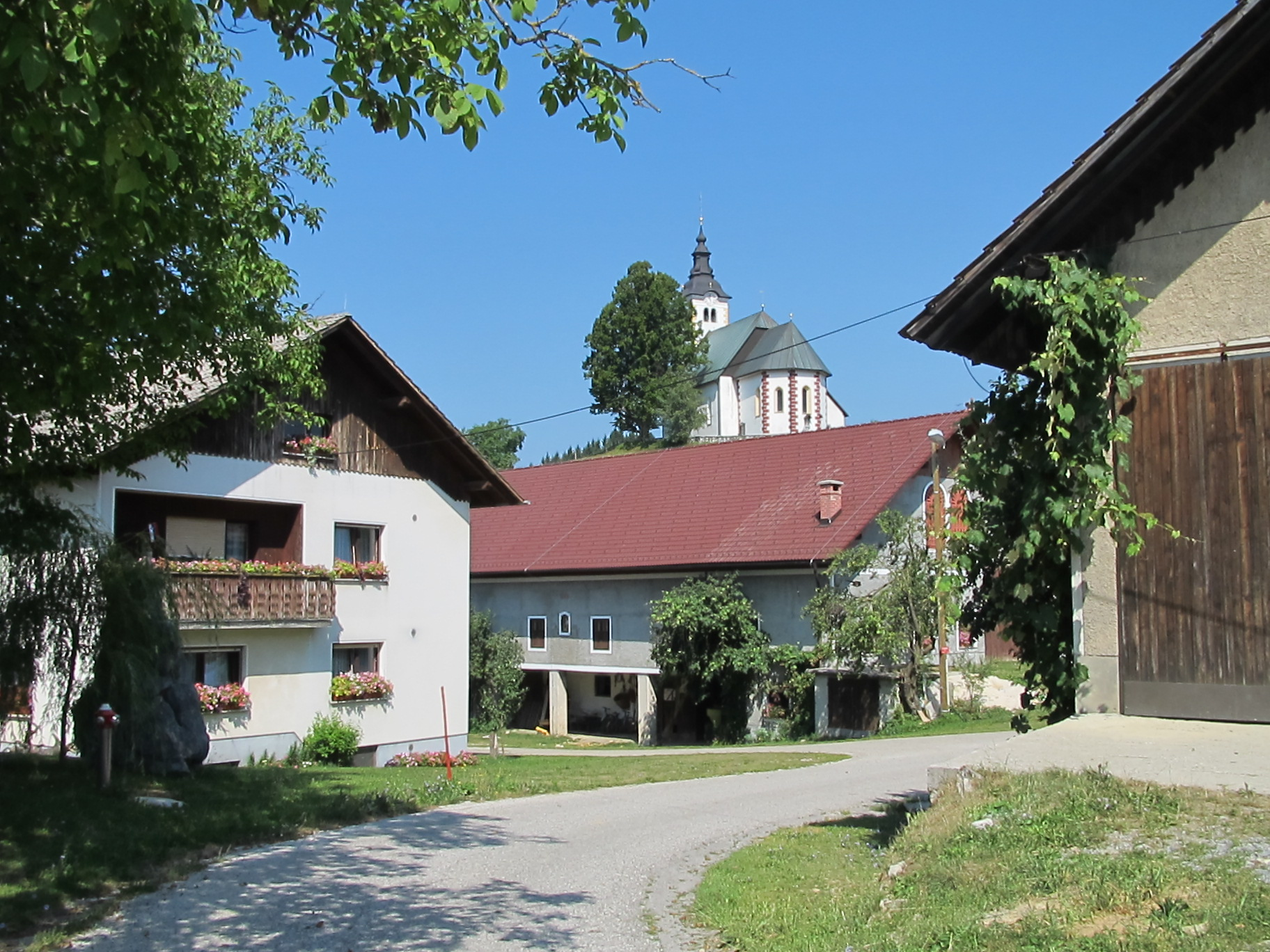